# Tiocianato de benzila
Tiocianato de benzila é o composto orgânico aromático de fórmula C8H7NS, com massa molecular de 149,21. Possui ponto de fusão de 38-43 ºC, ponto de ebulição de 230-235 ºC, sendo insolúvel em água. É classificado com o número CAS 3012-37-1
É um composto similar ao benzil mercaptano com o radical tiocianato, -SCN, em vez do tiol, -SH.
Assim como o isotiocianato de benzila, possui efeitos inibidores no surgimento de câncer de fígado (hepatocarcinogênese) em ratos.